# Mycenella
Mycenella (J.E. Lange) Singer (grzybóweczka) – rodzaj grzybów do rzędu pieczarkowców (Agaricales). W Polsce występują 4 gatunki.

## Systematyka i nazewnictwo
Pozycja w klasyfikacji według Index Fungorum: Mycenellaceae, Agaricales, Agaricomycetidae, Agaricomycetes, Agaricomycotina, Basidiomycota, Fungi.
Polską nazwę podał Władysław Wojewoda w 1999 r.
Gatunki występujące w Polsce:
- Mycenella bryophila (Voglino) Singer 1951 – grzybóweczka mcholubna
- Mycenella lasiosperma (Bres.) Locq. 1943 – grzybóweczka mączna
- Mycenella margaritispora (J.E. Lange) Singer 1962[2]
- Mycenella rubropunctata Boekhout 1985[2]
- Mycenella salicina (Velen.) Singer 1951[2]

Nazwy naukowe na podstawie Index Fungorum. Wykaz gatunków i nazwy polskie według Władysława Wojewody.